# Dirck Leimert
Dirck Leimert (* 12. Juli 1941 in Posen) ist ein promovierter deutscher Jurist und ehemaliger Richter am Bundesgerichtshof.

## Werdegang
Nach Abschluss seiner juristischen Ausbildung im Jahr 1970 war Leimert zunächst als Rechtsanwalt tätig und trat im Jahr 1971 in den höheren Justizdienst des Landes Hessen ein. 1973 wurde er zum Richter am Landgericht Frankfurt am Main ernannt. Hier wirkte er ganz überwiegend als Mitglied von Zivilkammern und war mit der Aus- und Fortbildung des juristischen Nachwuchses befasst. Er leitete Referendararbeitsgemeinschaften und war zudem akademischer Tutor an der Johann Wolfgang Goethe-Universität Frankfurt am Main. In den Jahren von 1976 bis 1979 war er an das Hessische Ministerium der Justiz abgeordnet und im Justizprüfungsamt tätig. Zu seinen Aufgaben gehörte auch die Durchführung von Fortbildungsveranstaltungen für Richter. Im Oktober 1979 wurde er zum Vorsitzenden Richter am Landgericht Frankfurt am Main ernannt und übernahm den Vorsitz einer Kammer für Handelssachen sowie einer Zivilkammer. Darüber hinaus leitete er weiter eine Referendararbeitsgemeinschaft und war Mitglied des Justizprüfungsamts.
1991 wurde er an das Thüringer Ministerium für Justiz- und Europaangelegenheiten abgeordnet. 1992 wurde er dorthin versetzt und zum Ministerialdirigenten ernannt. Im Ministerium leitete er die Abteilung für Aus- und Fortbildung. Alsbald folgte auch die Ernennung zum Präsidenten des Thüringer Justizprüfungsamtes. In Thüringen lag ein Schwerpunkt seines Wirkens in der Planung und Durchführung aller Aus- und Fortbildungsmaßnahmen für die Justizbediensteten. Dazu zählte auch die Organisation eines umfangreichen Schulungsprogramms für die aus dem Dienst der ehemaligen DDR übernommenen Richter und Staatsanwälte. Seit dem Wintersemester 1992/93 nahm er neben seinen hauptamtlichen Aufgaben auch Lehraufträge an der rechtswissenschaftlichen Fakultät der Friedrich-Schiller-Universität Jena wahr.
1997 wurde er zum Richter am Bundesgerichtshof gewählt und dem VIII. Zivilsenat zugewiesen, dem er bis zu seinem Eintritt in den Ruhestand am 31. Juli 2006 angehörte. Seit September 2004 war er zudem Vertreter eines Mitglieds seines Senats im Gemeinsamen Senat der obersten Gerichtshöfe des Bundes. Auch während seiner Zeit als Richter am Bundesgerichtshof war er zum Prüfer für die Zweite juristische Staatsprüfung in Thüringen bestellt. In den nahezu neun Jahren seiner Zugehörigkeit zum VIII. Zivilsenat hat er an zahlreichen bedeutsamen Entscheidungen seines Senats mitgewirkt und diese als Berichterstatter entscheidend geprägt.